# Manuele Zaccaria
Manuele Zaccaria (fallecido en 1287/1288) fue el señor genovés de Focea y sus rentables minas de alumbre, que recibió como un feudo del emperador bizantino, desde 1275 hasta su muerte en 1287 o 1288. Fue sucedido por su hermano, Benedetto I Zaccaria.  
Se casó con Clarisia Fieschi, y tuvo cuatro hijos, Tedisio, Leonardo, Odoardo y Manfredo.